# 刺傷
刺傷（ししょう）とは、刺す（さす）すなわち、鋭くとがった物を体に突き入れ、貫通させる事である。
主に意図をもって行われるものが多く、刺傷による死因として、心臓や肺などの外傷性ショック、多量出血、傷口からの感染などがある。なお、刺すと切るとの違いとして、凶器を身体に垂直に突き刺し、縦に抜く動作を刺す、刺した後横に滑らせて抜く動作が切ると定義されている。

## 刺すときに用いられる物
- ナイフ
- 短剣
- 飛び出しナイフ
- 剣
- 槍
- 銃剣
- 鋏
- アイスピック
- 釘
- ペン
- 鉛筆
- コンパス
- 注射針